# 攻撃輸送艦

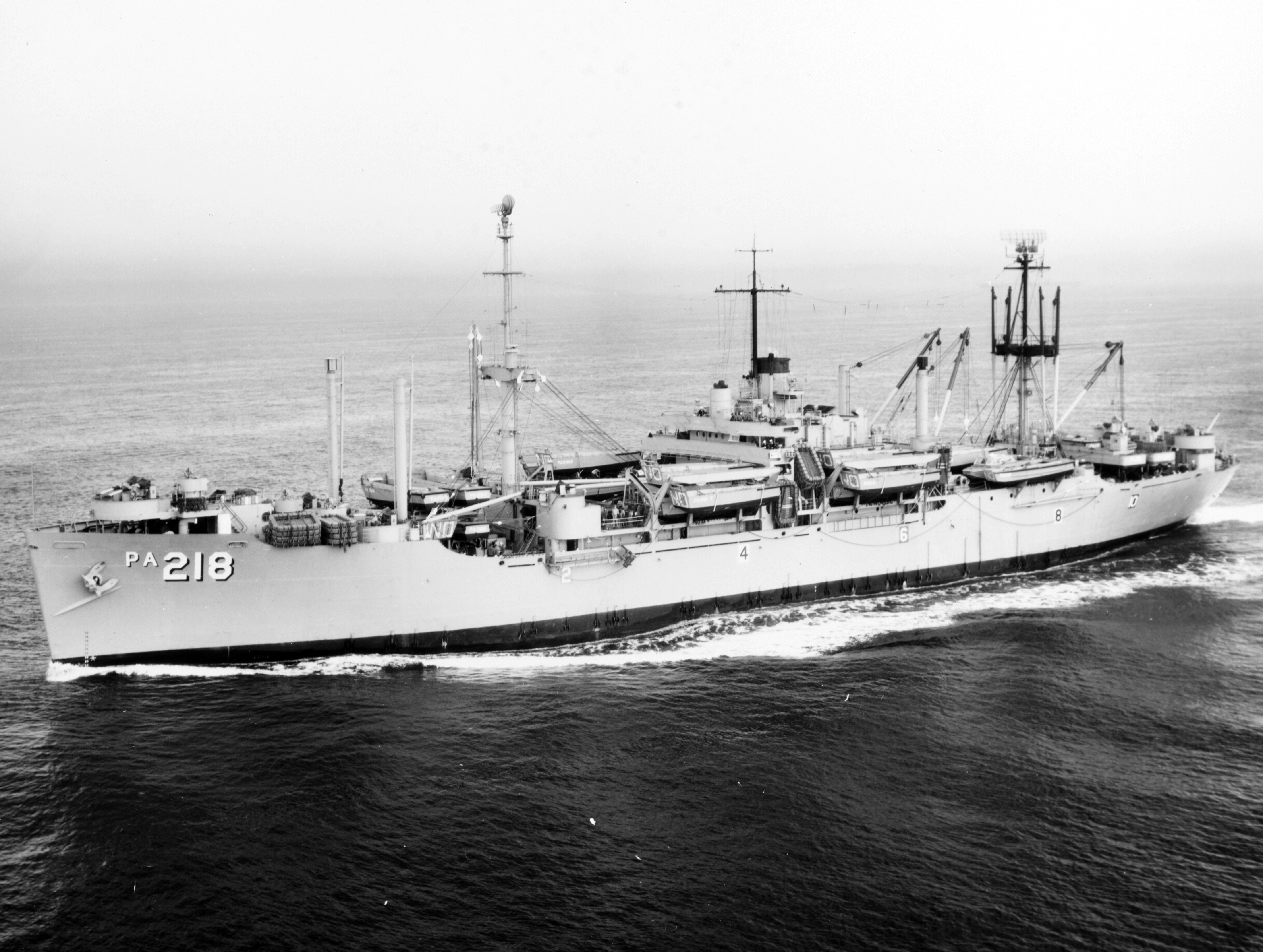
ハスケル級攻撃輸送艦「ノーブル」。APAの中でも最多数が建造された艦級である。

攻撃輸送艦（こうげきゆそうかん、英語: Attack transport）はアメリカ海軍の輸送艦・揚陸艦の艦種であり、分類記号はAPA。兵員輸送艦（AP）のうち上陸用舟艇の運用能力が高い艦を類別変更して1943年に新設された艦種であり、1969年には、一括して揚陸輸送艦（LPA）に類別変更された。

## 歴史

### 兵員輸送艦（AP）の登場
1898年の米西戦争によって、アメリカ合衆国がカリブ海および太平洋の旧スペイン植民地に対する管理権を獲得すると、アメリカ海兵隊がこれらの地域の防衛警備を担当することになった。1903年からまず1個大隊の洋上展開が開始されたものの、従来のように水上戦闘艦に便乗するのでは集中した戦力としての運用が難しいうえに艦の側にも負担が大きく、専用の輸送艦が求められるようになった。
これを受けて、まずは1914年度計画の「ヘンダーソン」を端緒として兵員輸送艦（AP）が整備されていった。同艦は海兵隊1個連隊とこれを支援するための砲兵隊や馬匹、更に島嶼防衛用の沿岸砲と機雷を輸送するとともに、これらを揚陸するための舟艇を搭載することができた。議会では戦闘艦の建造を優先する気運が強かったためにAPの建造は低調だったが、陸軍の輸送船の編入なども受けて、整備が進められた。しかし1934年には、艦隊海兵軍（FMF）司令官により、既存のAPでは海兵隊の要求に合致しないと判断された。
1935年には、海軍将官会議によって「理想的AP」（ideal transport）の諸元が策定された。また1937年の第二次上海事変での上陸作戦において大日本帝国陸軍が実戦投入した「神州丸」についての情報を得て、海兵隊でもFMF司令官の命令に基づいて「理想的AP」の策定に着手、これによって作成された諸元は1939年8月25日に海軍長官によって承認された。これに基づく艦は結局建造されなかったものの、後に既存の艦船をAPへと改装するようになると、改装対象の選定や作業はこの諸元に準拠するように行われていった。

### APAへの類別変更と大量整備
1941年春にカリブ海で行われた陸・海軍合同の演習により、上陸部隊と重装備を連携させることの重要性が確認され、大西洋艦隊と第1海兵師団、海軍省との会議により、3隻のAPにつき1隻の貨物輸送艦（AK）を同行させることが決定された。AP×3隻とAK×1隻の計4隻で輸送隊（Transport division, TransDiv）が編成され、1個連隊戦闘団を輸送することとなった。
理想的APについての検討過程で上陸用舟艇を多数搭載することの重要性が意識されていたことから、後には三重型のウェリン式ダビットが標準装備とされるなど、舟艇運用能力も強化されていった。1941年以降、APのうちこのように上陸作戦に供することができる艦は"combat loader"と称されるようになっており、1943年2月1日に揚陸艦艇の艦種分類が新設されると、多くが攻撃輸送艦（APA）へと類別変更された。ただしその他の艦種と比べると、揚陸艦としての性格は弱いままであった。
1940年のナチス・ドイツのフランス侵攻を受けて、大量の兵力・装備を洋上輸送する必要が生じ、AP・AKの整備も急務となった。まずはオーシャン・ライナーとして用いられていた民間船の徴用・改装が進められた。また1941年9月には、陸海軍合同会議は陸軍の兵員輸送艦も海軍の基準にあわせて改装するよう勧告した。そして同年12月の対日宣戦布告によってAPの整備は加速され、戦時標準船を用いたAP・APAの建造も開始された。戦前の完成艦も含めて、終戦までに233隻のAPAが竣工した。

### 高速化の要求とLPHの登場
大戦世代の揚陸艦のうち、擱座着岸（ビーチング）機能と引き換えに速力低下を強いられた戦車揚陸艦（LST）を除いて、ドック型揚陸艦（LSD）など比較的高速の艦は、おおむね14-17ノットの速力を発揮することができた。しかし大戦末期にドイツ海軍がUボートXVIII型・XXI型といった水中高速型潜水艦を実用化し、戦後もその脅威の深刻化が懸念されたことから、1947年1月に行われた両用戦艦型検討会（Amphibious Type Conference）において、両用戦艦艇にも20ノット以上の速力が必要であると結論された。
APAとAKAの基本設計の共通化も要望されたこともあって、戦後建造で速力に優れたマリナー型貨物船（C4-S-1型）をAPA・AKAとして転用することになり、APAとしては、1957年度および1959年度に各1隻が改装された。このポール・リヴィア級は速力の要求は満足したものの、この時期、民間には10,000総トン・20ノット級の高速商船が多数就航しており、有事にはこれらを買収・改造できると考えられたこともあって、これ以上の建造は行われなかった。ただしAPAの必要性は残っていたことから、FRAM-II計画の一環として、戦時建造艦のなかからベイフィールド級2隻とハスケル級4隻が改装されて、1972年まで就役を継続していた。なお1969年には、揚陸艦としての性格を強調するため、APAは揚陸輸送艦（LPA）へと類別変更された。
なお1940年代後半からのヘリコプターの発達を受けて海兵隊は水陸両用作戦へのヘリボーン戦術の導入を図っており、1946年にはAPAに準じた輸送能力を備えたヘリ空母を整備することが提言された。これはAPA-Mと称され、後にヘリコプター揚陸艦（LPH）として結実した。

## 艦級一覧
- Harris-class
- McCawley-class
- Heywood-class
- Harry Lee
- クレセント・シティ級攻撃輸送艦（英語版）
- プレジデント・ジャクソン級攻撃輸送艦（英語版）
- John Penn
- アーサー・ミドルトン級攻撃輸送艦（英語版）
- フレデリック・ファンストン級攻撃輸送艦（英語版）
- ドイエン級攻撃輸送艦（英語版）
- ウインザー級攻撃輸送艦（英語版）
- オームズビー級攻撃輸送艦（英語版）
- ベイ・フィールド級攻撃輸送艦（英語版）
- サムター級攻撃輸送艦（英語版）
- ジリアム級攻撃輸送艦（英語版）
- ハスケル級攻撃輸送艦（英語版）
- ポール・リビア級攻撃輸送艦（英語版）